# Mala tsărkva
Mala tsărkva (bulgariska: Мала църква) är ett distrikt i Bulgarien.   Det ligger i kommunen Obsjtina Samokov och regionen Sofijska oblast, i den västra delen av landet, 50 km söder om huvudstaden Sofia.